# Praneet Bhat
Praneet Bhat es un actor televisivo indio, conocido por su papel como Shakuni en la serie épica de televisión  Mahabharat (2013-2014).
Después de completar su ingeniería, Bhat trabajó con una compañía de software, Wipro.
Bhat se mudó a Mumbai en 2002, y después de trabajar como modelo,  empezó su carrera televisiva en 2004, y apareció en los programas televisivos Kitni #Palo Hai Zindagi,  Hotel Kingston, Kituu Sabb Jaantii Hai, Ssshhhh, Phir Koi Hai y Kaajjal.
Interpretó al personaje geek Aditya en Geet (2010-2011). Apareció en el papel de Shakuni en la saga mitológica Mahabharat. En septiembre de 2014, se convirtió en uno de los concursantes de la octava temporada del reality show Bigg Boss.
En noviembre de 2015, se casó con su novia de toda la vida, Kanchan Sharma. Sus amigos cercanos de Mahabharat y Bigg Boss asistieron a la boda. También interpretó un papel negativo en Rishton Ka Chakravyuh de Star Plus. Bhat luego interpretó a Darius III en Porus. 
Desde 2018, Bhat interpreta el papel de un genio en el programa Aladdin - Naam Toh Suna Hoga.

## Filmografía
| Año         | mostrar                         | Papel                  | Fuente | Notas                                          |
| ----------- | ------------------------------- | ---------------------- | ------ | ---------------------------------------------- |
| 2004        | Kitni Mast Hai Zindagi          | Shefan                 |        |                                                |
| 2007        | Kaajjal                         | Bunty                  |        |                                                |
| 2008        | Arslaan                         | Shefan                 |        |                                                |
| 2010-2011   | Geet - Hui Sabse Parayi         | Aditya                 |        |                                                |
| 2012-2013   | Suvreen Guggal - Topper del año | Alegre                 |        |                                                |
| 2013-2014   | Mahabharat                      | Shakuni                |        | Rol Negativo                                   |
| 2014        | Bigg Boss 8                     | Concursante            |        | Desalojado el día 91 - 21 de diciembre de 2014 |
| 2015        | Razia Sultan                    | Kasbi Kalandar Lahhori |        |                                                |
| 2017        | Trideviyaan                     | Kilmish                |        |                                                |
| 2017-2018   | Rishton Ka Chakravyuh           | Pujan Singh            |        | Rol Negativo                                   |
| 2017-2018   | Porus                           | Darío III              |        | Rol Negativo                                   |
| 2018        | Meri Hanikarak Biwi             | Aghori Baba            |        | Rol Negativo                                   |
| 2018 - 2020 | Aladdin - Naam Toh Suna Hoga    | Jinn-e-Anguthi         |        | Papel negativo convertido en positivo          |